# Isabella Nadolny
Isabella Nadolny (geborene Peltzer; * 26. Mai 1917 in München; † 31. Juli 2004 in Traunstein) war eine deutsche Schriftstellerin und Übersetzerin.

## Leben
Isabella Nadolny stammte aus der großbürgerlichen Familie Peltzer; ihr Vater war Maler, ihr Urgroßvater war der nach Russland ausgewanderte Tuchfabrikant Napoléon Peltzer. In den 1930er Jahren geriet die Familie in materielle Schwierigkeiten; Isabella Peltzer arbeitete als Sekretärin in einem Ministerium in Berlin. 1941 heiratete sie den Schriftsteller Burkhard Nadolny; aus dieser Ehe ging ein Sohn, der Schriftsteller Sten Nadolny, hervor. Ab 1951 veröffentlichte sie Feuilletonbeiträge und Erzählungen, ab 1959 Romane. Seit den 1960er Jahren lag der Schwerpunkt ihrer Arbeit auf dem Übersetzen von Unterhaltungsliteratur aus dem Englischen. 
Isabella Nadolny lebte in Chieming am Chiemsee. Dort steht das Haus und der Baum, der ihrem bekanntesten Buch Ein Baum wächst übers Dach den Namen verlieh. Auf dem kleinen Friedhof in Stöttham liegt sie begraben. 
Die Tourist-Info Chieming veranstaltet alljährlich im Januar und Februar literarische Wanderungen „Auf den Spuren von Isabella Nadolny“.

## Ehrungen
- Tukanpreis der Stadt München (1966)[1]
- Ernst-Hoferichter-Preis (1975)
- Bundesverdienstkreuz am Bande (3. Dezember 1991)[2]
- Bayerischer Verdienstorden (1994)
- Der an ihrem ehemaligen Wohnhaus vorbeiführende Fußweg wurde nach ihr benannt.[3]

## Werke
- Liebenswertes an den Männern, Wien [u. a.] 1958
- Ein Baum wächst übers Dach, München 1959
- Lieber reich und glücklich, München 1961 (unter dem Namen Isabella Burkhard, zusammen mit Hermann Seyboth)
- Gute Manieren stets gefragt, München 1962 (unter dem Namen Isabella Burkhard, zusammen mit Hans-Otto Meissner)
- Seehamer Tagebuch, München 1962
- Vergangen wie ein Rauch. Geschichte einer Familie, München 1964
- Allerlei Leute, auch zwei Königinnen, München 1967
- Soviel über ihn ..., München 1979
- Der schönste Tag, München 1980
- Providence und zurück, München 1988
- Vergangen wie ein Rauch, Geschichte einer Familie; Bergisch Gladbach, Bastei-Verlag Lübbe, 1993, ISBN 3-404-11911-8 (Geschichte ihrer nach Russland ausgewanderten Familie Peltzer)

## Übersetzungen
- Nina Bawden: Ein Flamingo im Regen, München 1997
- Nina Bawden: Schwarzer Mann, München 1996
- Lillian Beckwith: Auf den Inseln auch anders, München 1994
- Lillian Beckwith: Ein frischer Wind vom Meer, München 1995
- Lillian Beckwith: In der Einsamkeit der Hügel, München 1993
- Lillian Beckwith: Der Lachs im Pullover, München 1996
- Lillian Beckwith: Die See zum Frühstück, München 1993
- Erma Bombeck: Als meine Fehler laufen lernten, Bergisch Gladbach 1989
- Erma Bombeck: Es darf auch mal Champagner sein, Bergisch Gladbach 2001
- Erma Bombeck: Ich hab' mein Herz im Wäschekorb verloren, Bergisch Gladbach 1981
- Erma Bombeck: Ich schenk' mir täglich rote Rosen, Bergisch Gladbach 1982
- Erma Bombeck: Ich stell' mein Herz auf Sommerzeit, Bergisch Gladbach 1983
- Erma Bombeck: Nur der Pudding hört mein Seufzen, Bergisch Gladbach 1978
- Erma Bombeck: Vier Hände und ein Herz voll Liebe, Bergisch Gladbach 1985
- Erma Bombeck: Wenn meine Welt voll Kirschen ist, was tu ich mit den Kernen?, Bergisch Gladbach 1981
- Willy Breinholst: Hallo – hier bin ich!, Bergisch Gladbach 1991
- Ellen Bromfield-Geld: Am Diamantenfluß, Stuttgart 1960
- Ellen Bromfield-Geld: Paradies auf dem Vulkan, München 1976
- Ellen Bromfield-Geld: Ein Tal in Ohio, München 1973
- Ellen Bromfield-Geld: Wildes Land im Matto Grosso, München 1972
- Ellen Bromfield-Geld: Ein Wintertraum, München 1978
- Margaret Campbell: Die großen Geiger, Königstein/Ts. 1982
- Jan Carew: Moskau ist nicht mein Mekka, München 1965
- Jan Carew: Schwarzer Midas, München 1959
- Jan Carew: Wilde Küste, München 1961
- Mary Carson: Ginny, Hamburg 1973
- Jane Crile: Ferien unter Wasser, München [u. a.] 1955
- Sue Dyson: Der ferne Morgen, München 1999
- Maria Fagyas: Der Leutnant und sein Richter, Reinbek bei Hamburg 1971
- Louis Fischer: Mahatma Gandhi, Frankfurt am Main 1955 (unter dem Namen Isabella Ma Jolny)
- Celia Fremlin: Gibt's ein Baby, das nicht schreit?, Zürich 1991
- Celia Fremlin: Onkel Paul, Zürich 1989
- Celia Fremlin: Die Spinnenorchidee, Zürich 1988
- Celia Fremlin: Die Stunden vor Morgengrauen, Zürich 1987
- Joanne Gillespie: Joanne, Bergisch Gladbach 1990
- Ronald J. Glasser: Muß ich sterben, Doktor?, München 1972
- Lawrence Louis Goldman: Der Kastrat, München 1974
- Theresa de Kerpely: Arabeske, München 1978
- Robert Kimmel-Smith: Jane's Haus, Bern [u. a.] 1985
- Penelope Lively: Hinter dem Weizenfeld, München 1996
- Penelope Lively: Kleopatras Schwester, München 1994
- Penelope Lively: Die lange Nacht in Abu Simbel, München 1996
- Penelope Lively: London im Kopf, München 1995
- Buster Lloyd-Jones: Alle Tiere kamen, München 1967
- Buster Lloyd-Jones: Von Katzen und Hunden, von Ladies und Lords, München 1973
- Yehudi Menuhin: Unvollendete Reise, München [u. a.] 1976 (zusammen mit Albrecht Roeseler)
- Henry Miller: Reise in ein altes Land, München 1976 (zusammen mit Maria Dessauer und Wilhelm Höck)
- Townsend Miller: Isabel und Juana, München 1967
- Robert Morgan: Gap Creek, München 2001
- Nora Naish: Sommersonntag, München 1995
- Joyce Carol Oates: Ein Garten irdischer Freuden, Hamburg 1970
- Joyce Carol Oates: Jene, Stuttgart 1975
- Charlton Ogburn: Wettlauf zu den Zauberbäumen, München 1975
- Chapman Pincher: Ich lieb' mein Hundeleben, München 1993
- John Boynton Priestley: Eine sehr englische Liebesgeschichte, München 1979
- Miss Read: Der Blick auf die Kornfelder, München 2000
- Miss Read: Ein böses Gerücht, München 2000
- Miss Read: Dorfgewitter, München 1998
- Miss Read: Dorfschule, München 1997
- Miss Read: Dorftagebuch, München 1997
- Miss Read: Ein herrlicher Sommer, München 2003
- Miss Read: Die Hundertjahrfeier, München 2002
- Miss Read: Miss Read macht Sommerferien, München 1999
- Miss Read: Das Weihnachtskind, München 1998
- Tamara Talbot Rice: Elisabeth von Russland, München 1970
- Arthur J. Roth: Die trotzigen Söhne Irlands, München 1960
- Erich Segal: Love story, Hamburg 1971
- Erich Segal: Mann, Frau und Kind, München 1980
- Lee Smith: Weiße und schwarze Vögel in hohen Bäumen, Hamburg 1972
- Elizabeth Spencer: Licht auf der Piazza, Hamburg 1961
- James Stephens: Unter Irlands Himmeln, Köln 1986
- Joyce Stranger: Eine Farm für Jane, München 1989
- Joyce Stranger: Der Findelhund, München 1984
- Joyce Stranger: Ein Hund für Tim, München 1981
- Joyce Stranger: Khazan, München 1983
- Elizabeth Sutherland: Zeit der Wahrheit, Freiburg im Breisgau 1977
- Han Suyin: Alle Herrlichkeit auf Erden, Darmstadt [u. a.] 1953
- Frank Trippett: Amaomanta, München 1978
- Una Troy: Die Leute im bunten Wagen, München 1991
- Una Troy: Das Meer ist Musik, München 2001
- Una Troy: Eine nette kleine Familie, München 1989
- Una Troy: Trau schau wem, München 1988
- Mervyn Wall: Furseys Rückkehr in das Irland der Frommen, Köln 1987
- Eugenia Wasilewska: Die silberne Madonna, Hamburg 1971
- Fay Weldon: Du wirst noch an mich denken, München 1990
- Fay Weldon: Hier unten bei den Frauen, München 1992
- Fay Weldon: Sterndame, München 1991
- Stephen Wendt: Adieu, Danielle, Hamburg 1964
- Edith Wharton: Die Kinder, München 1992
- Andrew N. Wilson: Der Streuner, München 1989
- Peggy Woodford: Geh nicht fort ..., Freiburg im Breisgau 1975
- Lois Wyse: Komisch, du siehst gar nicht aus wie eine Großmutter, München 1990
- Helen Yglesias: Agonia, Frankfurt/M. [u. a.] 1986

## Nachlass
Der Nachlass von Isabella Nadolny liegt im Literaturarchiv der Monacensia im Hildebrandhaus.